# Ricardo Oliveira
Ricardo Oliveira (ur. 6 maja 1980 w São Paulo) – brazylijski piłkarz grający na pozycji napastnika.

## Kariera klubowa
Ricardo jest wychowankiem SC Corinthians Paulista, z którego został zwolniony w 1999 roku. Po tym trafił do Portuguesy, w barwach której debiutował w brazylijskiej Série A. Na początku 2003 roku po sporze sądowym został piłkarzem Santos FC. Zdobywał bramki w fazie grupowej Copa Libertadores 2003, a także wystąpił w finałowym dwumeczu przeciwko CA Boca Juniors.
Poprzednio grał między innymi Milanie. Miał tam zastąpić Andrija Szewczenkę, który odszedł do Chelsea. Brazylijczyk jednak zawiódł i w 26 meczach zdobył 3 bramki. Działacze włoskiego klubu wypożyczyli Oliveirę do Realu Saragossa, a latem 2008 roku hiszpański zespół wykupił wychowanka Portuguesy za 10 milionów euro. Razem z Milanem w sezonie 2006/2007 Oliveira zwyciężył w rozgrywkach Ligi Mistrzów.

## Kariera reprezentacyjna
Ricardo Oliveira zadebiutował w reprezentacji Brazylii 25 maja 2004 roku w nieoficjalnym meczu przeciwko Katalonii, w którym zdobył gola, a Brazylia wygrała 5:1. Mecz nie został uznany przez FIFA za oficjalny sparing.
Tego samego roku został powołany na Copa América 2004, gdzie zagrał pierwszy oficjalny mecz 8 lipca przeciwko Paragwajowi. W ćwierćfinale zdobył swojego pierwszego gola w turnieju przeciwko Meksykowi, a Brazylia sięgnęła po trofeum.
W kolejnych latach Oliveira był regularnie powoływany jako zmiennik dla takich zawodników jak Adriano, Robinho czy Ronaldo. W 2005 roku znalazł się w kadrze na Puchar Konfederacji 2005, ale nie pojechał na Mistrzostwa Świata w Piłce Nożnej 2006 z powodu kontuzji odniesionej w klubie Betis.
15 listopada 2006 roku po rocznej przerwie został ponownie powołany przez nowego selekcjonera Dungę na mecz towarzyski przeciwko Szwajcarii.
24 września 2015 roku, po ośmiu latach przerwy, Oliveira został ponownie powołany do reprezentacji w miejsce kontuzjowanego Roberto Firmino na dwa pierwsze mecze eliminacyjne do MŚ 2018 – przeciwko Chile i Wenezueli. W spotkaniu z Wenezuelą zdobył gola, a Brazylia wygrała 3:1.
29 marca 2016 roku Oliveira ponownie trafił do siatki w meczu eliminacyjnym przeciwko Paragwajowi, zakończonym remisem 2:2.
5 maja 2016 roku znalazł się w 23-osobowej kadrze Brazylii na Copa América Centenario rozgrywane w Stanach Zjednoczonych, lecz 21 maja został zastąpiony przez Jonasa z powodu kontuzji.

## Sukcesy
- Copa América: 2004
- Puchar Konfederacji: 2005
- Mistrzostwo Hiszpanii: 2004
- Puchar Hiszpanii: 2004
- Puchar UEFA: 2004
- Liga Mistrzów: 2007